# HTC 7 Pro
HTC 7 Pro (также известен как HTC Arrive для американского оператора Sprint Nextel) — коммуникатор производства компании HTC, работающий на операционной системе Windows Phone. Устройство выполнено в формфакторе горизонтального слайдера с аппаратной QWERTY-клавиатурой и предназначен для бизнес сегмента. Является первым смартфоном на Windows Phone с поддержкой CDMA-сети. Дата анонса аппарата состоялся в октябре 2010 года, а продажи начались 17 января 2011 года в Европе.

## Описание
Смартфон имеет сенсорный TFT-дисплей размером 3,6 дюйма. Работает аппарат на процессоре с частотой 1 гигагерц, оперативной памяти в 576 мегабайт и аккумуляторной батарее 1230 мАч. У телефона имеется выдвижная QWERTY-клавиатура с подстветкой букв для работы в условиях плохого освещения, камера в 5 мегапикселей с светодиодной вспышкой.